# Друга українська гімназія імені Кирило-Мефодіївського братства
Друга українська гімназія імені Кирило-Мефодіївського братства — навчальний заклад у Києві, заснований 1917 р.
Розміщувалася вона неподалік Сінного базару (нині — дитяча школа мистецтв ім. М. І. Вериківського)
Друга українська гімназія імені Кирило-Методіївського Братства відкрилась на підставі постанови Тимчасового уряду від 8 серпня 1917 року у складі 9 класів (1 підготовчий і 8 основних). У 1917—1918 рр. у гімназії навчалось 242 учні.
Директор — Феоктист Сушицький, Г.Козленко.

## Викладачі
- Отець Степан Богданович — законоучитель.
- Зайцев Павло Іванович, штатний учитель Петроґрадської гімназії «Человеколюбиваго общества» — учитель української та російської мов і літератур.
- Приходько Олекса Кіндратович, штатний учитель Варшавської гімназії (у Чернігові) — учитель української та російської мов і літератур.
- Зеров Микола Костьович, штатний учитель Златопільської гімназії — учитель латинської мови.
- Шарко Вадим Вікторович, штатний учитель Київського кадетського корпусу — учитель математики.
- Холодний Григорій Григорович — штатний учитель 14 Московської хлоп'ячої гімназії — учитель фізики й математики.
- Грушевський Олександр Сергійович, штатний учитель Петроґрадської жіночої гімназії Л. М. Туриґіної — учитель історії.
- Іван Іванович Крижанівський, штатний учитель Уманської комерційної школи — учитель історії.
- Костянтин Степанович Шило, штатний учитель Єлисаветґрадської І комерційної школи — учитель історії.
- Прохорова Марія Іванівна, штатна вчителька Київської гімназії Конопацької — вчителька французької мови.
- Жук Михайло Іванович — штатний учитель рисунків і чистописання.
- Романюк Семен Миколайович — штатний учитель підготовчих клясів.
- Антон А. Семиліт, штатний помічник клясного наставника Прилуцької гімназії — помічник клясного наставника і вчитель гімнастики.
- Стеценко Кирило Григорович — законоучитель у молодших клясах.
- Юрій Гнатович Гаєвський, присяжний повірений — на законодавство.
- Кравчук Михайло Пилипович — на математику.
- Левицький Орест Іванович — на історію.
- Рудницький Михайло Іванович — на німецьку мову.
- Ольга Сильвестрівна Вояківська — на німецьку мову.

## Відомі учні та випускники 1918 року
8-й клас: 
- Баталін Михайло
- Бляхарський (Бліхарський) Володимир (галичанин)
- Бровкін Михайло
- Буткевич Феодосій, 1898 р.н.
- Ваньчик Михайло, 1897 р.н. (галичанин)
- Гіба Юліан, 1897 р.н. (галичанин)
- Гуляницький Костянтин, 1897 р.н.
- Дзундза Володимир, 8-й кл. (галичанин)
- Дрюченко Неоніла, 1900 р.н.
- Журбицький Костянтин, 1898 р.н.
- Зубрицький Гнат Антонович
- Іванина Нестор Титович
- Карван Іван
- Карван Костянтин, 1896 р.н. (галичанин)
- Король Роман, 1897 р.н. (галичанин)
- Лоський Ігор Костянтинович
- Лопухович Петро, (1900 - 6 червня 1918)
- Мельник Галина, 1899 р.н.
- Овчаренко Марія, 1898 р.н.
- Педа Андрій (галичанин)
- Решетилович Василь (галичанин)
- Сушницький Онуфрій
- Степаненко Богдан
- Черняхівська Вероніка Олександрівна
- Величко Микола, 1895 р.н.
- Ганкевич Микола Георгійович
- Кольченко Павло Іванович
- Дубницький Юрій

7-й клас:
- Бакало (Бокало) Іван
- Волошинов Костянтин
- Віденко Ілля
- Кутовий Микола
- Кавчарина Наталя
- Позлацька Марія
- Савчук-Соломяний Федось
- Тарасенко Марія
- Тисячний-Палічко Костянтин
- Чарковський Михайло (галичанин)
- Юричко Степан (галичанин, примітка:«Різдво – убитий»)
- Загинули під Крутами:
- Піпський Григорій
- Сорокевич Іван

6-й клас:
- Безсмертний Петро
- Босайчук Іван
- Балай-Чернова Наталя
- Буткевич Леонід
- Вітвицький Володимир
- Глібовська Варвара
- Гнаткевич Василь (загинув під Крутами)
- Грінчак Юрій
- Курило Михайло (примітка: «здав у 1918 р. екстерн за 8-й кл.»)
- Качинський Вячеслав
- Лукасевич Левко Євменович
- Лях Федір
- Любинська Марія
- Мазур Ілля
- Несторук Надія
- Сенецька Надія
- Симиренко Іван
- Соколовський Андрій (загинув під Крутами)
- Сорокевич Володимир
- Стефанський Еразм
- Терновський Євген (загинув під Крутами)
- Токарський Михайло
- Цимбал Віктор Іванович
- Чередніченко Кость
- Чупринка Іван
- Шимюк Дмитро

## Загибель учнів під Крутами
В ході першої більшовицько-української війни чимало учнів гімназії записалось до різноманітних добровольчих формувань. У січні 1918 р. 7 гімназистів були захоплені більшовиками у полон і розстріляні на станції Крути: Василь Гнаткевич, Євген Тернавський, Андрій Соколовський, Іван Сорокевич, Григорій Піпський, Павло Кольченко, Микола Ганкевич.
Ще один учень саме цієї гімназії — Юрій Дубницький «вбитий під Синявою» у складі загону вільних козаків, який придушував погром цукрового заводу.
Наприкінці квітня 1919 р. з'явилося повідомлення Наркомату освіти «про припинення навчання в 2-й Українській гімназії і про негайне увільнення всіх приміщень» для розміщення в них Наркомату освіти.